# 산탄티오코

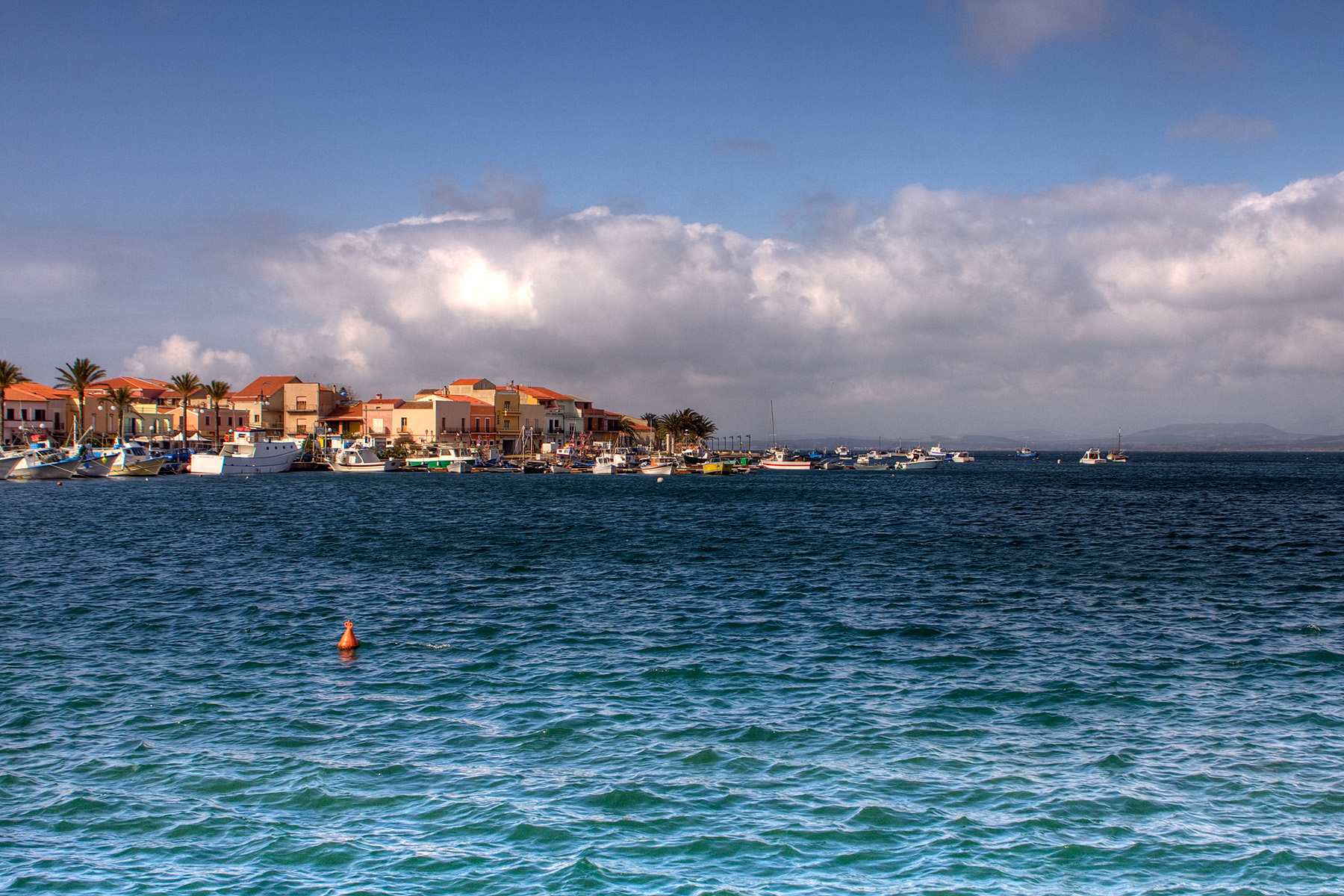

산안티오카섬(Sant'Antioco)은 수드사르데냐도 사르데냐 남서부의 섬이자 코무네의 이름이다. 인구 수는 11,730명으로, 이 섬의 가장 큰 공동체이다.
산안티오카섬은 사르데냐 지역에서 사르데냐에 이어 두 번째로 큰 섬으로, 표면적은 109 제곱 킬로미터이다. 이탈리아에서는 시칠리아, 사르데냐, 엘바섬에 이어 4번째로 크다. 칼리아리로부터 87킬로미터 정도 떨어져 있다.

## 주요 관광지
- 로마 달디
- 로마 분수
- 고대 아크로폴리스